# Kriegerdenkmal Brachstedt
Das Kriegerdenkmal Brachstedt ist ein denkmalgeschütztes Kriegerdenkmal im zur Gemeinde Petersberg gehörenden Dorf Brachstedt in Sachsen-Anhalt.

## Lage
Das Denkmal befindet sich auf der Nordseite der Pfarrgasse in der Ortsmitte von Brachstedt unmittelbar südlich der Sankt-Michael-Kirche.

## Gestaltung und Geschichte
Errichtet wurde das Kriegerdenkmal für die Gefallenen des Ersten Weltkriegs der Gemeinden Brachstedt, Hohen und Wurp. Es entstand eine auf einem gestuften Sockel stehende steinerne Stele, der ein steinerner Würfel aufgesetzt ist. Auf den vier Seiten der Stele befinden sich Inschriften mit den Namen der Gefallenen. Die Inschriften sind jedoch zum Teil verwittert. An der Nord- und Südseite ist jeweils ein steinerner Kranz als Verzierung angebracht. Der Würfel zeigt auf allen vier Seiten die Darstellung eines Eisernen Kreuzes. Bekrönt wird der Würfel von einem Kreuz.

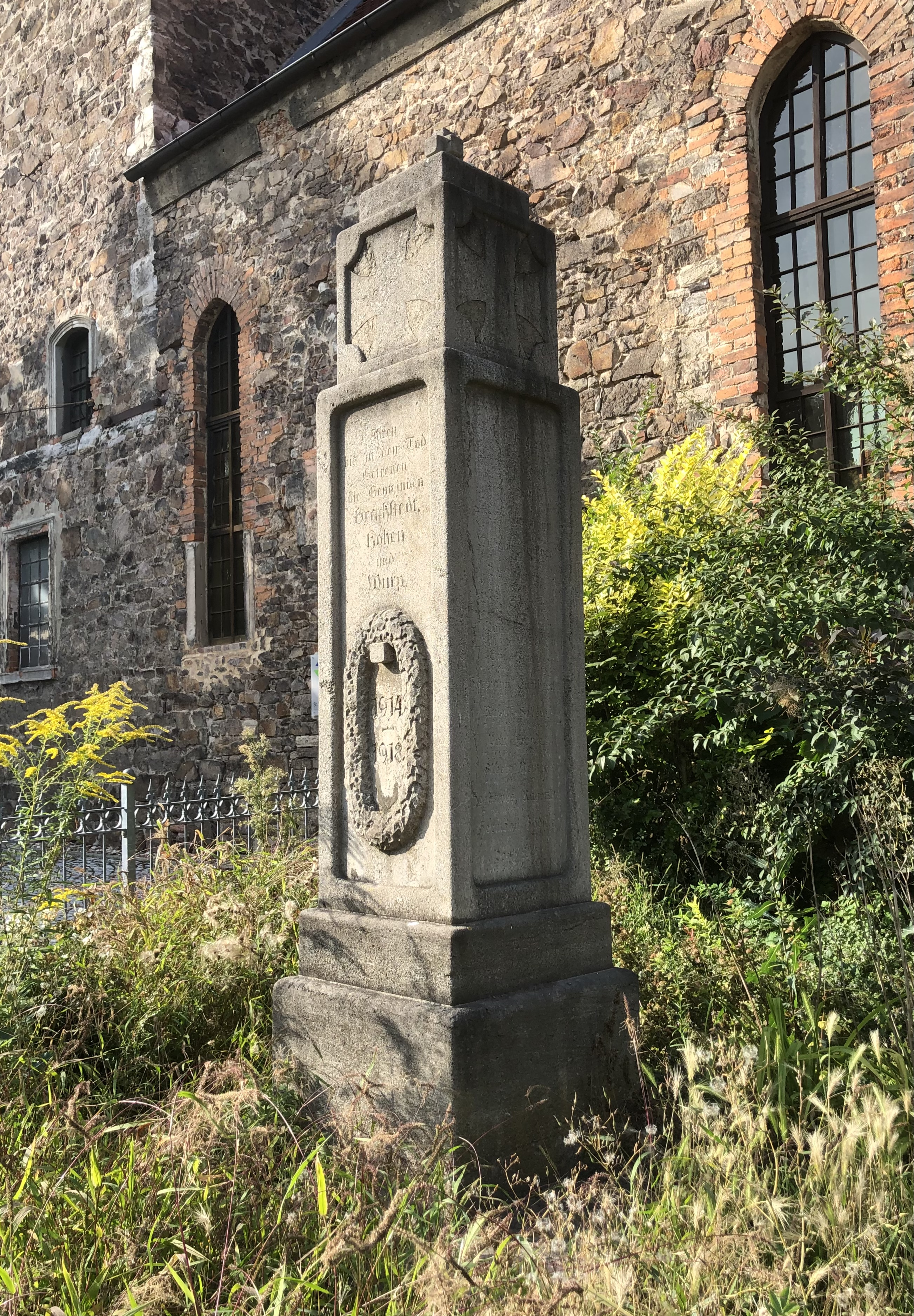
Kriegerdenkmal Brachstedt, 2021

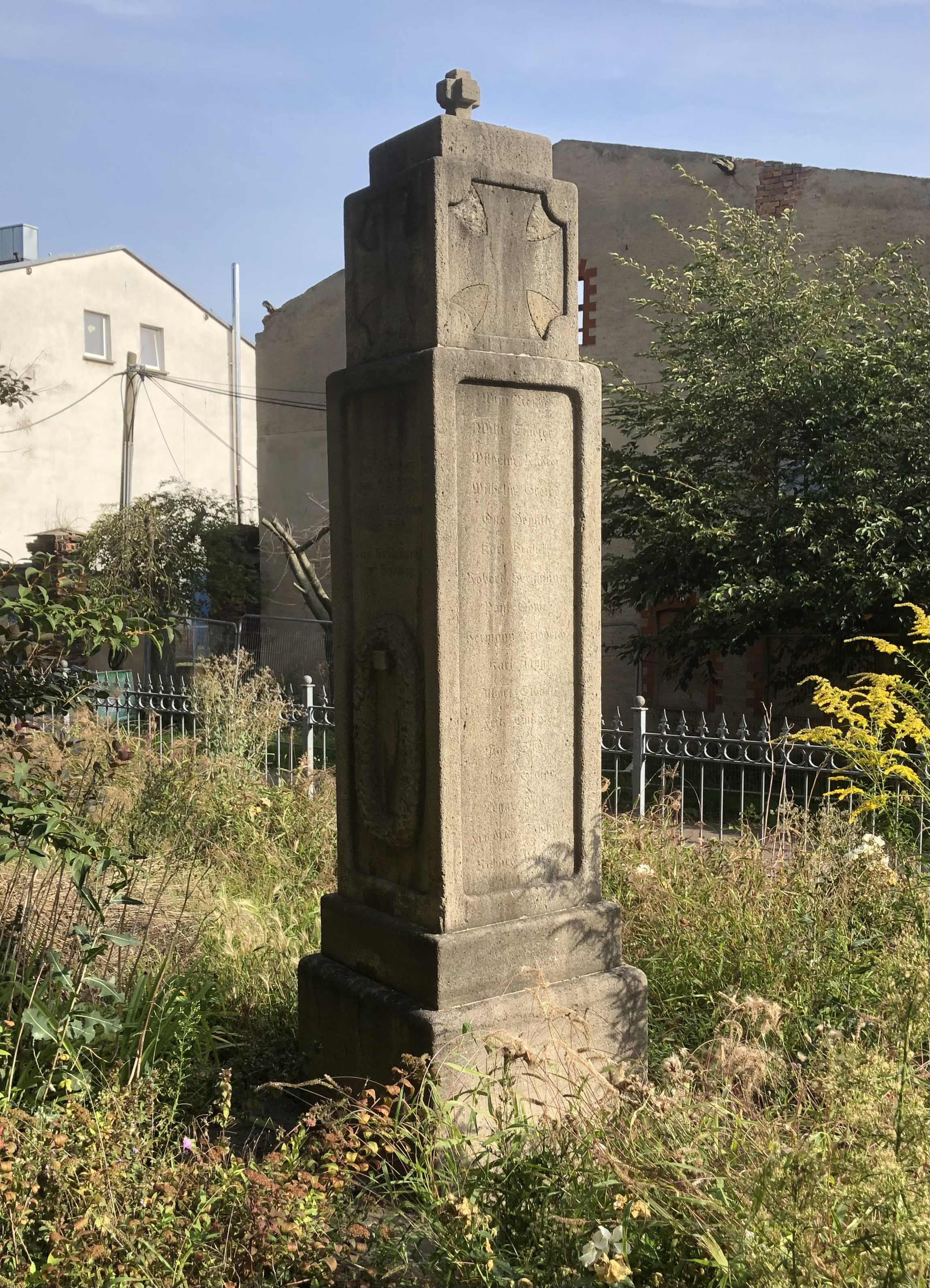
Blick von Nordwesten

(Die vorstehende Aufstellung ist abweichend von der Stele in alphabetischer Reihenfolge geführt.)
Im örtlichen Denkmalverzeichnis ist das Kriegerdenkmal seit 2020 unter der Erfassungsnummer 094 77146 als Kleindenkmal verzeichnet.